# Inō Kanori
Inō Kanori (japonés: 伊能 嘉矩) (Tōno, Iwate, 11 de junio de 1867 – 30 de septiembre de 1925) fue un antropólogo y folclorista japonés de la era Meiji, conocido por sus estudios sobre los aborígenes de Taiwán y sus investigaciones sobre el dialecto y la historia popular de la región de su ciudad natal. Fue un pionero del estudio del folclore de Tōno. 

## Estudios
Habiendo perdido a sus padres tempranamente, aprendió con su abuelo la Historia de la Sinología. En 1885 fue a estudiar a Tokio. Participó en el movimiento por los derechos civiles y la libertad y cuando trabajaba en la Escuela Normal de Iwate fue destituido de acusado de "causar caos". Una vez más se trasladó a Tokio, trabajó como editor de un periódico y en 1893 se unió a la Jinruigakkai, Asociación para las Tertulias Antropológicas, donde estudió concienzudamente las conferencias de Antropología de Tsuboi Shogoro, en la Universidad Imperial de Tokio. Participaba con los graduados en un taller una vez por semana con Ryuzo Torii. 

## Carrera
En 1895 a raíz de la cesión de Taiwán al Japón, así como también Torii, Inō fue enviado a estudiar la etnógrafía de la isla y realizó estudios sobre ocho de los pueblos aborígenes de Taiwán, sintetizado en el informe Taiwan banjin no jijo ("Las condiciones entre los indígenas de Taiwán", 1899). Inō realizó una investigación profunda y extensa sobre los idiomas, cultura y costumbres de los pueblos indígenas de Taiwán, mediante intenso trabajo de campo y entrevistas. Los manuscritos incontables que dejó son inestimables para los antropólogos y los historiadores.
En 1906 después de regresar a casa, se enfocó en las investigaciones sobre la ciudad de Tōno, incluyendo la Historia de la Prefectura de Iwate y sus productos. En 1925 murió inesperadamente a causa de una recaída de la malaria que contrajo durante su estancia en Taiwán. Mucho después de su muerte fueron publicados sus diarios de campo en 1992. En el 2000 fue reimpreso su informe principal sobre las etnias de Taiwán.